# Komarówka (wzgórze)
Komarówka – dwuwierzchołkowe wzgórze (483 m i 428 m n.p.m.) na Wyżynie Olkuskiej, w północno-wschodniej części gminy Krzeszowice, pomiędzy miejscowościami Żary (na terenie administracyjnym wsi, działka nr 194/3), Paczółtowicami i Racławicami w województwie małopolskim. 
Komarówkę porasta bukowy Las Żarski. Stoki południowo-zachodnie opadają do dna Doliny Racławki, południowo-wschodnie do wąwozu Stradlina, północno-zachodnie na bezleśne obszary wsi Paczółtowice (zabudowania i pola uprawne), północno-wschodnie na pokrytą polami uprawnymi wierzchowinę Wyżyny Olkuskiej. U wylotu wąwozu Stradlina znajduje się Źródło Bażana. 
Komarówka znajduje się na terenie rezerwatu przyrody Doliny Racławki. Prowadzi przez nią szlak turystyczny i ogólnoprzyrodnicza ścieżka edukacyjna.

## Szlak turystyczny
Szlak Dolinek Jurajskich
 niebieska, ogólnoprzyrodnicza ścieżka edukacyjna. Od parkingu w Dubiu dnem Doliny Racławki, obok Opalonej, Skałki z Nyżą, Źródła Bażana, przez wąwóz Stradlina i Komarówkę do dna doliny. 13 przystanków edukacyjnych.